# Setophaga caerulescens
A Setophaga caerulescens a madarak osztályának verébalakúak (Passeriformes) rendjébe és az újvilági poszátafélék (Parulidae) családjába tartozó faj.

## Rendszerezése
A fajt Johann Friedrich Gmelin német természettudós írta le 1789-ben, a Motacilla nembe Motacilla caerulescens néven. Sokáig a Dendroica nembe sorolták Dendroica caerulescens néven.

## Alfajai
- Setophaga caerulescens caerulescens (Gmelin, 1789)
- Setophaga caerulescens cairnsi Coues, 1897[2]

## Előfordulása
Kanada délkeleti és az Amerikai Egyesült Államok északkeleti részén fészkel, telelni Közép-Amerikába és a Karib-térségbe vonul. Kóborlásai során nagyon ritkán eljut Európába is. A természetes élőhelye mérsékelt övi erdők, síkvidéki esőerdők és cserjések, valamint ültetvények, vidéki kertek és városi környezet. 

## Megjelenése
Átlagos testhossza 12-14 centiméter, testtömege 8,4-12,4 gramm. A hím felül kék, alul fehér, arcrésze és torka fekete. A tojó olajzöld.
|  |  |

## Életmódja
Főleg rovarokkal és pókokkal táplálkozik, de télen magvakat, gyümölcsöt és nektárt is fogyaszt.

## Szaporodása
A sűrű bokrosban építi csésze alakú fészkét.
|  |

## Természetvédelmi helyzete
Az elterjedési területe rendkívül nagy, egyedszáma növekvő. A Természetvédelmi Világszövetség Vörös listáján nem fenyegetett fajként szerepel.